# Los Tres de Angola

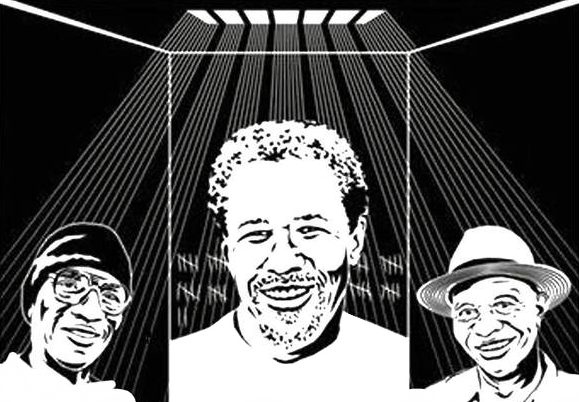
Robert King, Herman Wallace y Albert Woodfox.

Los Tres de Angola fueron tres presos afroamericanos (Robert King, Herman Wallace y Albert Woodfox) que estuvieron recluidos durante décadas en régimen de aislamiento mientras estaban encarcelados en la Penitenciaría Estatal de Luisiana (conocida como Angola). El primero de ellos, Robert King, fue condenado por un asesinato en 1973 y pasó 29 años en régimen de aislamiento antes de que su condena fuera revocada por un recurso de apelación. Fue puesto en libertad en 2001 después de llegar a un acuerdo de culpabilidad.
Herman Wallace y Albert Woodfox fueron acusados en abril de 1972 por el asesinato de un oficial correccional de la prisión y condenados en enero de 1974. Wallace y Woodfox cumplieron más de 40 años cada uno en aislamiento, considerado como «el período más largo de confinamiento solitario en la historia penitenciaria estadounidense». Al final de la década de 1990, se evaluó cada sentencia y activistas de derechos humanos comenzaron a trabajar para que se apelaran los casos y se anularan las condenas, debido a las dudas planteadas sobre los juicios originales.
En julio de 2013, Amnistía Internacional pidió la liberación de Herman Wallace, de 71 años, a quien le habían diagnosticado cáncer hepático terminal. Fue puesto en libertad el 1 de octubre de ese año. El estado lo acusó nuevamente dos días después. Sin embargo, murió el 4 de octubre de 2013, antes de que pudiera ser arrestado nuevamente.
El 20 de noviembre de 2014 el Tribunal de Apelaciones de los Estados Unidos revocó la sentencia de Woodfox. En abril de 2015, su abogado solicitó una orden de liberación incondicional para su liberación, que se decidió el 10 de junio siguiente, y fue puesto en libertad el 19 de febrero de 2016, después de que la fiscalía acordó abandonar su intento de un nuevo juicio y aceptar su súplica de no disputar cargos menores de robo y homicidio involuntario. Tras su salida, declaró que «estaba esperando probar mi inocencia en un nuevo juicio, pero las preocupaciones sobre mi salud y mi edad me han llevado a resolver este caso ahora y obtener mi liberación».

## Encarcelamiento inicial
Herman Wallace y Albert Woodfox fueron condenados, el primero por robo a un banco, y el segundo, por robo a mano armada, este último sentenciado a 50 años de prisión. Ambos fueron enviados a la prisión de Angola en 1971.
Woodfox escapó del tribunal de la parroquia de Orleans durante su audiencia de sentencia y huyó a Harlem en la ciudad de Nueva York, allí fue capturado y encarcelado en espera de la extradición a Luisiana. Durante ese período conoció por primera vez a miembros del Partido Pantera Negra, el grupo enseñaba a los reclusos a leer y organizaban discusiones políticas. Estas enseñanzas dieron una dirección y un significado moral nuevo en su personalidad, se unió a los Panteras Negras y mantuvo su conexión con exmiembros después de que esta se disolviera. Comenzó a aprender sobre la historia afroamericana y el sistema de justicia, cuando regresó a Luisiana fue encarcelado en Angola.
En Angola, Wallace también se convirtió en miembro de las Panteras Negras. Woodfox y él estaban entre los activistas que buscaban mejorar las condiciones de los reclusos en la prisión. Ayudaron a organizar la educación de otros presos, y las peticiones y huelgas de hambre para protestar contra la segregación dentro de la prisión que causaban violaciones y violencia generalizadas. Esto causó el acoso de la administración de la prisión a los prisioneros políticamente activos.
El día después de que un guardia de la prisión muriera quemado en 1972, el guardia Brent Miller de 23 años de edad, fue encontrado muerto por múltiples puñaladas. Woodfox y Wallace fueron acusados y condenados por su asesinato, aunque no había pruebas físicas que los vincularan, los testigos eran débiles y se retuvieron las pruebas exculpatorias.
Robert King también había sido condenado y declarado culpable en 1973 de un asesinato, pero no fue asignado a Angola, sino hasta después del asesinato de Miller (aseguró que fue acusado de actuar como «abogado de prisión» para los reclusos). A los tres se les retiró de la población general y fueron recluidos en confinamiento solitario.

## La investigación de Rahim Y Fleming
En 1997 el activista comunitario Malik Rahim exmiembro de Panteras Negras, junto con el joven abogado Scott Fleming, quien había trabajado como defensor de prisioneros cuando era estudiante de derecho, se enteró de que King, Wallace y Woodfox seguían encarcelados en confinamiento solitario (Wallace le había escrito a Fleming pidiéndole ayuda en su caso). Ellos iniciaron una investigación del caso, cuyas conclusiones desafiaron las investigaciones originales en Angola sobre el asesinato del guardia Miller, y también planteó preguntas sobre la conducta de los juicios originales de los prisioneros en 1972. Anita Roddick, fundadora de Body Shop y conocida por su activismo de derechos civiles, estudió el caso de Fleming y ayudó a crear conciencia internacional sobre los Tres de Angola.

## Apelaciones y transferencias

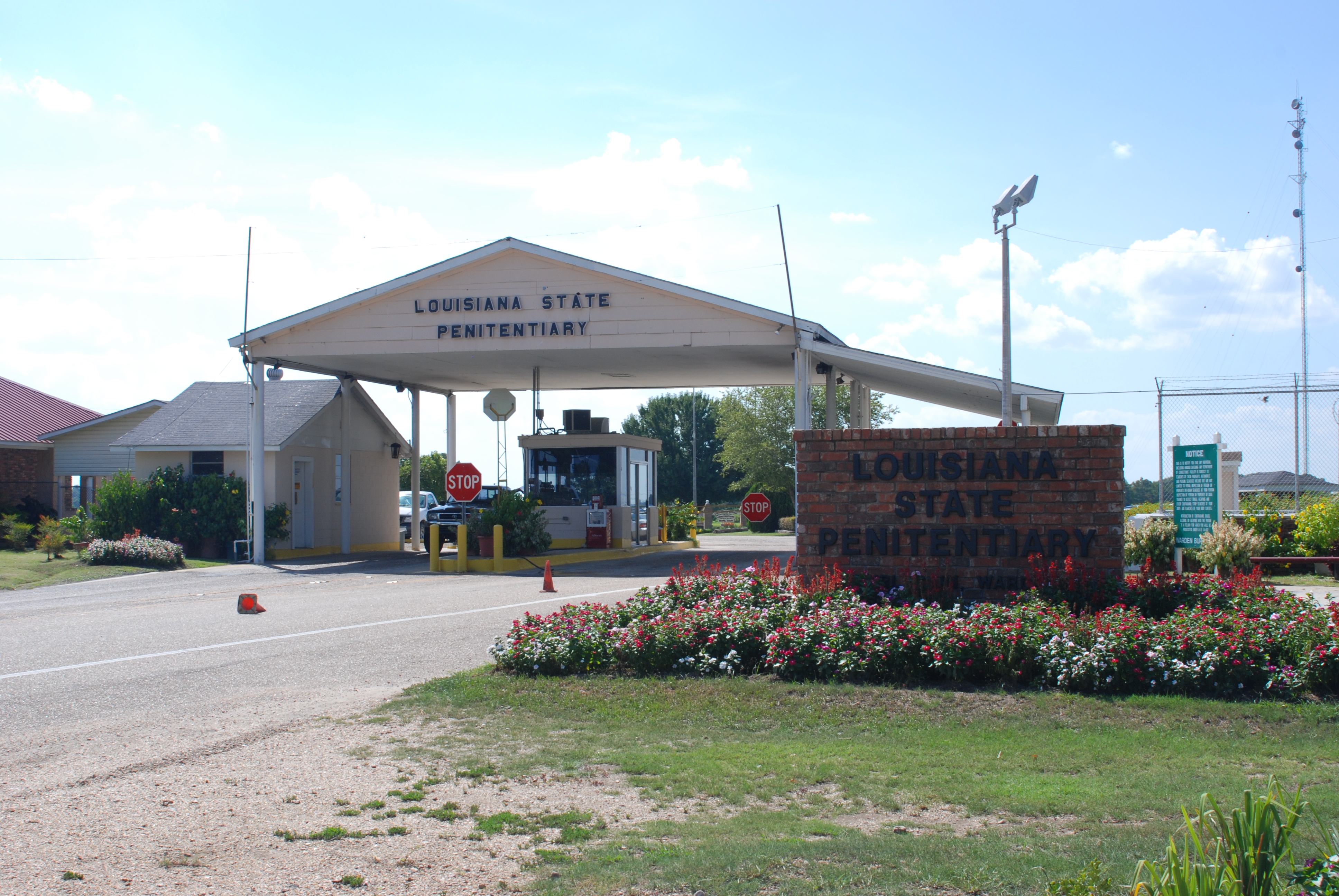
Penitenciaría Estatal de Luisiana.

En 1993 la condena de Woodfox por el asesinato de Miller fue revocada, por razones constitucionales de inadecuado asesoramiento durante el primer juicio. El estado lo acusó rápidamente ese mismo año y en 1998 fue condenado por segunda vez por asesinato.
La condena de King en 1973, por cargos no relacionados con el asesinato de Miller, fue revocada en 2001 en apelación. El tribunal ordenó un nuevo juicio, si bien el estado tenía la opción de desestimar los cargos, volvió a acusar a King. Antes de ir a juicio, el fiscal le ofreció un acuerdo de declaración de culpabilidad, la sentencia fue compensada por el tiempo que ya había cumplido. King aceptó ser culpable para ser liberado después de 29 años en régimen de aislamiento. Fue liberado ese mismo año, el primero de «los tres de Angola» en recibir la libertad.
En el año 2000, «los Tres de Angola» presentaron una demanda civil contra el Departamento de Correccionales de Luisiana «denunciando la práctica inhumana y cada vez más generalizada del confinamiento solitario a largo plazo». Esa demanda aún está pendiente.
Mientras la demanda civil de los hombres y las apelaciones de sus casos estaban pendientes, en marzo de 2008 Woodfox y Wallace fueron trasladados a un dormitorio de máxima seguridad en Angola. Cada uno de ellos había estado recluido durante 36 años en régimen de aislamiento. El representante estatal Cedric Richmond (de New Orleans) recibió permiso para visitarlos, lo que las autoridades rara vez concedían. Le dijo a un reportero de NPR que creía que habían sido trasladados del aislamiento debido a la creciente presión política sobre el caso, así como a la demanda civil de los hombres contra el estado con respecto al confinamiento en aislamiento.
Woodfox tuvo dos audiencias de apelación en un tribunal de distrito federal (noviembre de 2008 y mayo de 2010), lo que resultó en la anulación de su segunda condena y se le otorgó el habeas corpus completo. Las decisiones del tribunal federal de distrito fueron anuladas por el tribunal federal de apelaciones del quinto distrito.
Inmediatamente después de la primera audiencia de apelación de Woodfox en noviembre de 2008, ambos hombres fueron sacados del dormitorio de máxima seguridad, separados y devueltos a confinamiento solitario. En marzo de 2009, Wallace junto con 15 reclusos de Angola, fueron trasladado al Centro Correccional Elayn Hunt y colocado en un nuevo nivel de aislamiento de celda cerrada. El estado argumentó que esto no es «confinamiento solitario».
En noviembre de 2010, Woodfox fue trasladado de Angola al Centro Correccional David Wade, que está a siete horas al norte de Nueva Orleans y distante de su familia y seguidores. Tanto Wallace como Woodfox, que habían cumplido sus condenas originales por robo a mano armada, sufrieron varios problemas médicos, algunos debido en parte a sus condiciones de confinamiento y a su forzado sedentarismo. Los funcionarios de la prisión habían mantenido durante mucho tiempo que la razón para mantener a ambos reclusos en aislamiento era la preocupación de que instigarían un levantamiento de la prisión debido a su participación dentro del partido Panteras Negras.
En julio de 2013, Wallace fue diagnosticado con cáncer de hígado que equivocadamente se pensaba que solo era una afección estomacal. El equipo de defensa de Wallace había presentado un recurso de habeas corpus', en la que declaró que no había recibido un juicio justo y que, por lo tanto, el estado lo había detenido ilegalmente. En octubre de ese año, el juez federal de distrito Brian A. Jackson dictaminó que Wallace no había recibido un juicio justo porque no se incluyeron mujeres en su jurado y ordenó su liberación inmediata. El estado anunció su intención de volver a acusar a Wallace por el asesinato de Miller, pero murió el 4 de octubre de 2013, tres días después de ser liberado de la cárcel. 
En marzo de 2013, un juez de la Corte de Distrito federal en Nueva Orleans anuló la segunda condena de Woodfox, y dictaminó que se basaba en motivos de discriminación racial porque se había nombrado a un presidente blanco para el gran jurado, y que esto era parte de un patrón de práctica discriminatoria que se realiza en el estado. El fiscal general de Luisiana, James Caldwell, prometió apelar la decisión del Tribunal de Distrito y dijo: «Estamos seguros de que volveremos a prevalecer en el Tribunal de Apelaciones del Quinto Circuito. Sin embargo, si no lo hacemos, estamos completamente preparados y dispuestos a volver a juzgar a este asesino».
El 20 de noviembre de 2014, un panel de tres de jueces del quinto circuito confirmó por unanimidad la opinión del tribunal inferior de que la condena de Woodfox había sido discriminación racial. Al concluir que esta acción equivalía a una violación de la constitución de los Estados Unidos, los jueces rechazaron la condena. El estado de Luisiana se negó a liberarlo, a la espera de su decisión de seguir un nuevo juicio contra él. La prisión también se negó a sacarlo de la celda de aislamiento. El 12 de febrero de 2015, el estado lo acusó por tercera vez por el asesinato de Brent Miller. El 8 de junio del mismo año, el juez federal de distrito James Brady ordenó su liberación, luego de haber revocado su segunda condena por el asesinato del guardia Miller. Su orden prohibió la realización de un tercer juicio, ya que señaló que la mayoría de los testigos habían muerto y creía que era poco probable que Woodfox pudiera ganar un juicio justo.
Cuatro días después, la mayoría jueces del tribunal de apelaciones del quinto circuito de EE. UU. Revocó la decisión de Brady. Indicó que el estado podría mantener a Woodfox en prisión hasta que se resuelva el asunto y que podría organizar un tercer juicio. El juez disidente, James L. Dennis, estuvo de acuerdo con el juez Brady en que el estado no había logrado remediar el problema de la discriminación racial (en el segundo juicio). El juez Dennis señaló que más de una docena de testigos, incluido el único testigo presunto del estado del asesinato y dos testigos coartada para el acusado ya no estaban vivos.
El estado anunció que juzgaría a Woodfox por asesinato por tercera vez, pero le ofreció un acuerdo de culpabilidad después de negociar con su defensa. Fue liberado en función del tiempo cumplido el 19 de febrero de 2016 en su cumpleaños sesenta y nueve, pues había pagado el total de las penas por esos crímenes.

## Excarcelaciones

### Robert King

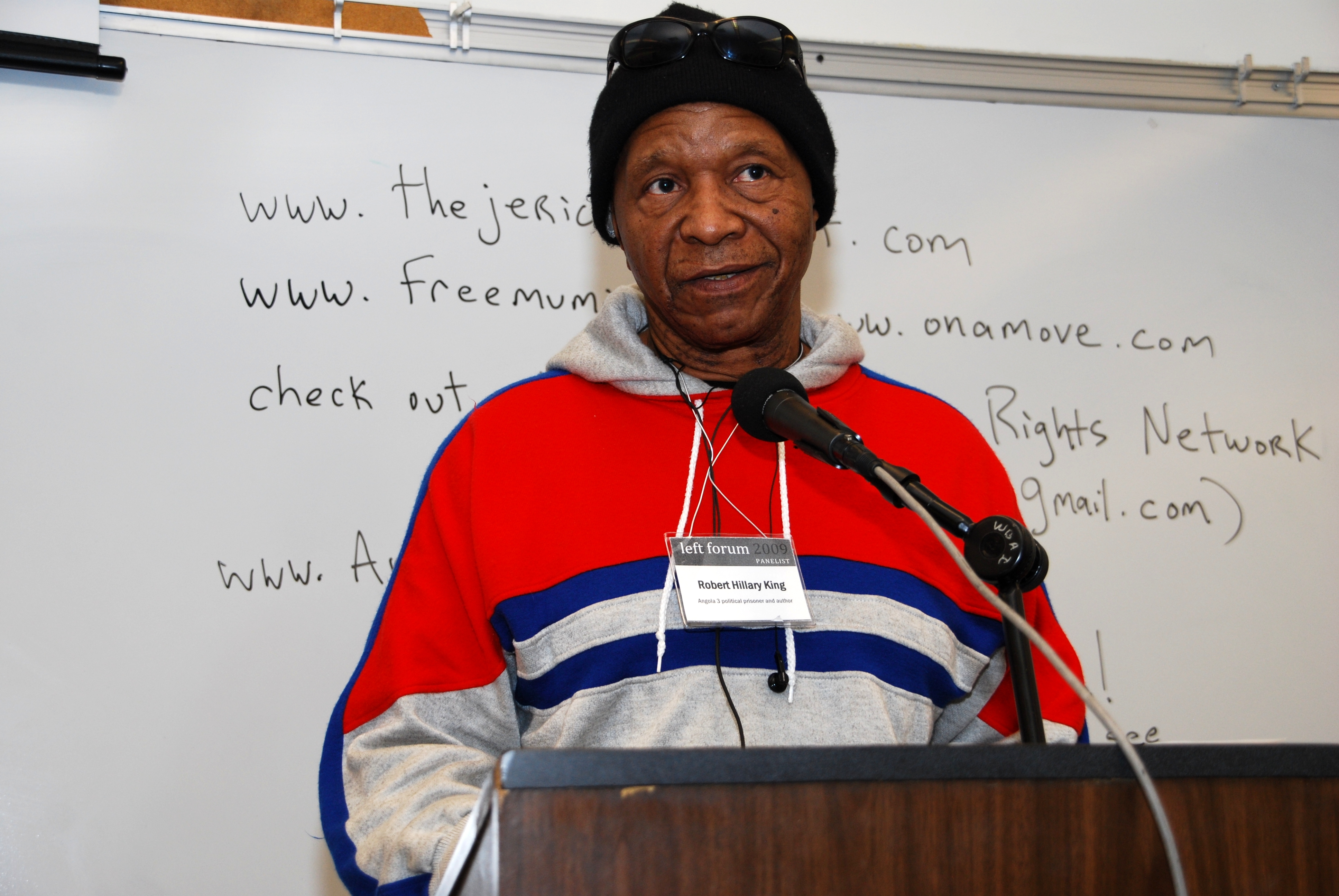
Robert King.

King fue liberado en 2001, después de 29 años en régimen de aislamiento. Su primera condena fue revocada en apelación y se declaró culpable por el delito de conspiración para cometer un asesinato.

### Herman Wallace
En julio de 2013, Amnistía Internacional pidió la liberación de Herman Wallace por razones humanitarias: «Wallace tiene 71 años y tiene cáncer de hígado avanzado. Después de décadas de condiciones crueles y una condena que sigue siendo cuestionada por los tribunales, debe ser puesto en libertad de inmediato con su familia para que pueda ser atendido humanamente durante sus últimos meses». Habiendo sido transferido a la unidad del hospital en su prisión, el 1 de octubre de 2013, Wallace recibió la liberación inmediata del juez principal del distrito de los Estados Unidos, Brian A. Jackson de Baton Rouge, Luisiana, lo que puso fin al encarcelamiento de cuarenta años en régimen de aislamiento. El tribunal revocó la condena de Wallace en el asesinato de Miller, basada en la exclusión inconstitucional de las mujeres como miembros del jurado, en violación de la 14.ª Enmienda. El estado decidió enjuiciarlo nuevamente por el asesinato de Miller, aunque se estaba muriendo de cáncer de hígado.
Wallace fue llevado a la casa de un amigo cercano en Nueva Orleans. El estado apeló las órdenes del juez, con la intención de mantener a Wallace en prisión. Cuando el fiscal de distrito de East Baton Rouge, Hillar Moore, apeló la orden del juez Jackson, este respondió con la amenaza de acusarlo de desacato al tribunal.
Jackie Sumell, partidario de Wallace, lo visitó en el Centro Médico de la Universidad Estatal de Luisiana en Nueva Orleans después de su liberación. Ella dijo: «Esta es una victoria tremenda y un milagro de que Herman Wallace muera como un hombre libre». Ella continuó: «Ha tenido 42 años manteniendo su inocencia en confinamiento solitario, y si sus últimas respiraciones son como un hombre libre, hemos ganado».

### Albert Woodfox

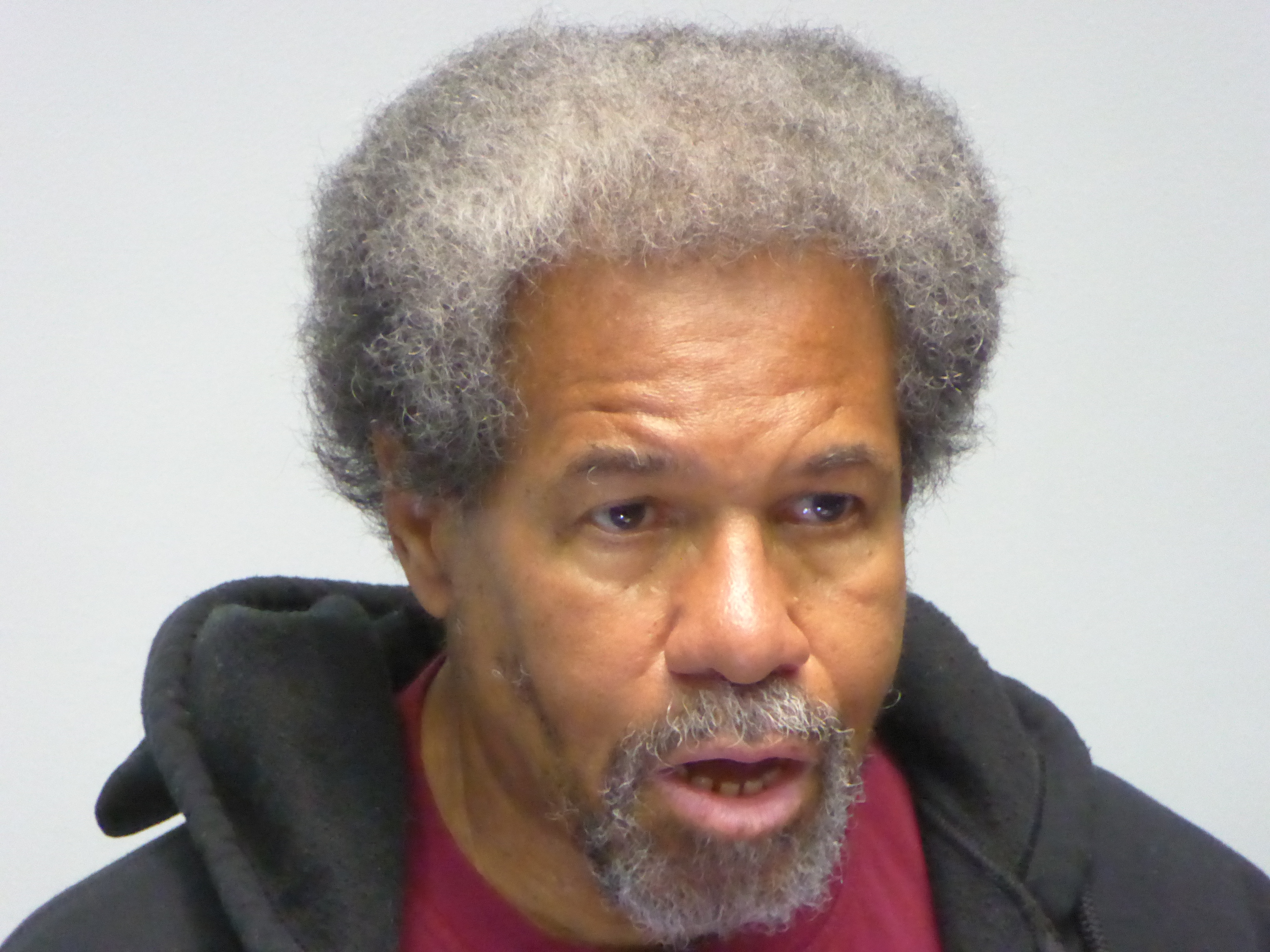
Albert Woodfox.

La ONG Amnistía Internacional pidió la liberación de Woodfox después de la liberación de Wallace. Había estado recluido en régimen de aislamiento desde 1972. Después varios contratiempos judiciales Woodfox finalmente fue liberado de la prisión en febrero de 2016, luego de ser encarcelado durante 45 años, 43 de ellos en régimen de aislamiento. En ese momento, habló con un periodista del New York Times y dijo: «Cuando comencé a entender quién era, me consideraba libre». Se refería a aprender a través de las Panteras Negras y leer mientras estaba en prisión sobre su historia como afroamericano y las desigualdades raciales en los Estados Unidos.
Posteriormente Amnistía Internacional celebró el veredicto. Tessa Murphy (activista de Amnistía Internacional en EE. UU.) señaló: «En la concesión de la liberación de Albert Woodfox la corte federal ha dado un importante paso hacia la solución de la injusticia y la crueldad que ha sufrido durante décadas».
Desde su liberación Woodfox escribió un libro, Solitary: Unbroken by Four Decades in Solitary Confinement. My Story of Transformation and Hope (2019), sobre sus primeros años de vida y cuatro décadas en prisión. Dwight Garner, del New York Times, dijo que el texto era «extraordinariamente poderoso».

## Oposición a la excarcelación
Los familiares de Brent Miller continuaron oponiéndose a la liberación de Woodfox, un hermano era guía penitenciario al mismo tiempo y su padre junto a otro hermano había servido anteriormente como guardia de la prisión. Ellos no cambiaron de opinión aún con la vacilación de testigos y la falta de evidencia física en el caso, pero la viuda de Miller, Teenie Verret, llegó a dudar de la culpa de Wallace y Woodfox. «Si no hicieron eso», dice, «y creo que no lo hicieron, han estado viviendo una pesadilla».
Los funcionarios estatales persistieron en su oposición a la liberación de los reclusos. El fiscal general de Luisiana, James Caldwell, dijo en 2013 que se oponía a liberar a los dos hombres «con cada fibra de mi ser». Dijo también que nunca habían estado en confinamiento solitario, sino que estaban en «unidades de celdas protectoras conocidas como CCR —restricción de celdas cerradas—».

## Documentales

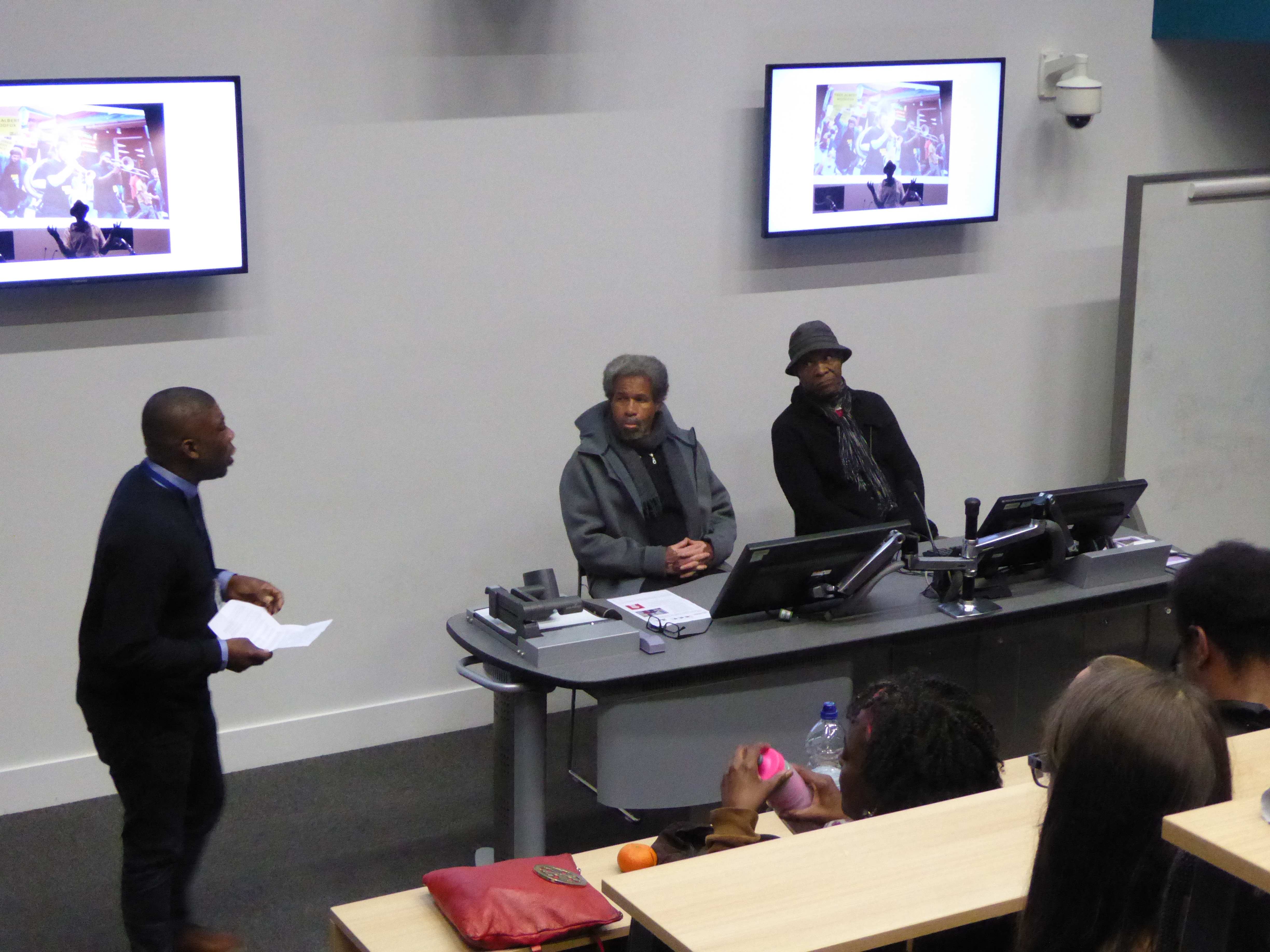
Albert Woodfox y Robert King en un evento de Angola Three en la Universidad metropolitana de Mánchester, noviembre de 2016.

Estos casos recibieron interés nacional e internacional después de la publicidad relacionada con la liberación de King en 2001. Los partidarios montaron nuevos desafíos mediante apelaciones en la corte. Desde su liberación King ha trabajado para generar reconocimiento internacional para los tres de Angola. Él habló ante los parlamentos de los Países Bajos, Francia, Portugal, Indonesia, Brasil y el Reino Unido del caso y sobre los presos políticos en los Estados Unidos. King fue recibido como invitado y dignatario por el Congreso Nacional Africano en Sudáfrica, en el mismo país se entrevistó con el clérigo Desmond Tutu. Por su lado, Amnistía Internacional agregó a Wallace y Woodfox a su lista de vigilancia de «presos políticos/presos de conciencia».
«Los tres de Angola» fueron objeto de dos documentales: «Angola 3: Black Panthers y The Last Slave Plantation» en el 2006, producidos por Scott Crow y Ann Harkness; y «En la tierra de los libres» del año 2010, dirigida por Vadim Jean y narrada por Samuel L. Jackson. La película presenta a Robert King, entrevistas telefónicas con Woodfox y Wallace, y entrevistas con abogados y otras personas involucradas en los casos. Estos incluyen a la viuda del difunto guardia Brent Miller, quien cree que los tres hombres son inocentes del asesinato de su esposo.
Herman Wallace fue objeto de un proyecto de arte sociopolítico titulado The House That Herman Built, producido por el artista Jackie Sumell quien le preguntó a Wallace «¿cómo sería la casa de sus sueños?» y él expresó su respuesta en varios medios. Angad Singh Bhalla realizó un largometraje documental, Herman's House en el año 2012, sobre el proyecto de Sumell. Se transmitió a nivel nacional en el programa POV de PBS, el 8 de julio de 2013. La película fue seguida por un documental interactivo, The Deeper They Bury Me: A Call from Herman Wallace (2015).

## Novela gráfica
- Bruno Cénou (guion) y David Cénou (dibujo), Panteras Negras. Desfiladero Ediciones. 2018. España. Denuncia del racismo y la crueldad del sistema policial, judicial y carcelario estadounidense contra los ciudadanos negros, y que se muestra como un problema sistémico.[51][52][53]